# Qwak
Qwak is een 2D-platform/puzzelspel dat oorspronkelijk werd gemaakt in 1989 voor BBC Micro door Jamie Woodhouse.
Later werd het spel geporteerd naar diverse andere systemen waaronder Amiga, Amiga CD32, OS X, iOS, Windows en Gameboy Advance. Door de jaren heen werd het spel telkens geavanceerder: multiplayer-ondersteuning, meerdere levels, betere tekeningen en muziek.

## Spelbesturing
In de meest recente versie van het spel is het de bedoeling om een groene eend te leiden door 80 doolhoven. Onderweg kan men fruit en juwelen verzamelen om meer punten te krijgen. Vijanden worden uitgeschakeld met diverse wapens die eieren als munitie hebben. Om het eindpunt van het doolhof te bereiken, dient men een aantal gesloten deuren te passeren. Deze deuren kan men openen met sleutels die her en der verstopt zijn.

## Platforms
| Jaar | Platform         |
| ---- | ---------------- |
| 1993 | Amiga            |
| 2005 | Symbian          |
| 2006 | Game Boy Advance |
| 2008 | Windows          |
| 2009 | Macintosh        |
| 2010 | iPhone           |
| 2013 | BlackBerry       |

## Ontvangst
| Beoordeeld door                | Platform         | Jaar | Score |
| ------------------------------ | ---------------- | ---- | ----- |
| Mobile Game Faqs               | Symbian          | 2005 | 91%   |
| ASM (Aktueller Software Markt) | Amiga            | 1993 | 83%   |
| The Video Game Critic          | Game Boy Advance | 2007 | 83%   |
| AmigaForum                     | Amiga            | 1993 | 83%   |
| High Score                     | Amiga            | 1993 | 80%   |
| Amiga Joker                    | Amiga            | 1993 | 77%   |
| Bytten                         | Windows          | 2008 | 75%   |